# Naqada II
Il periodo di Naqada II, o gerzeano dal nome della città dei primi rinvenimenti Gerzeh (o Girza o Jirzah), fu un periodo che durò dal 3500 a.C. al 3200 a.C.. La cultura di Naqada II, con le ultime datazioni al C 14, sarebbe durata dal 3650 al 3300.

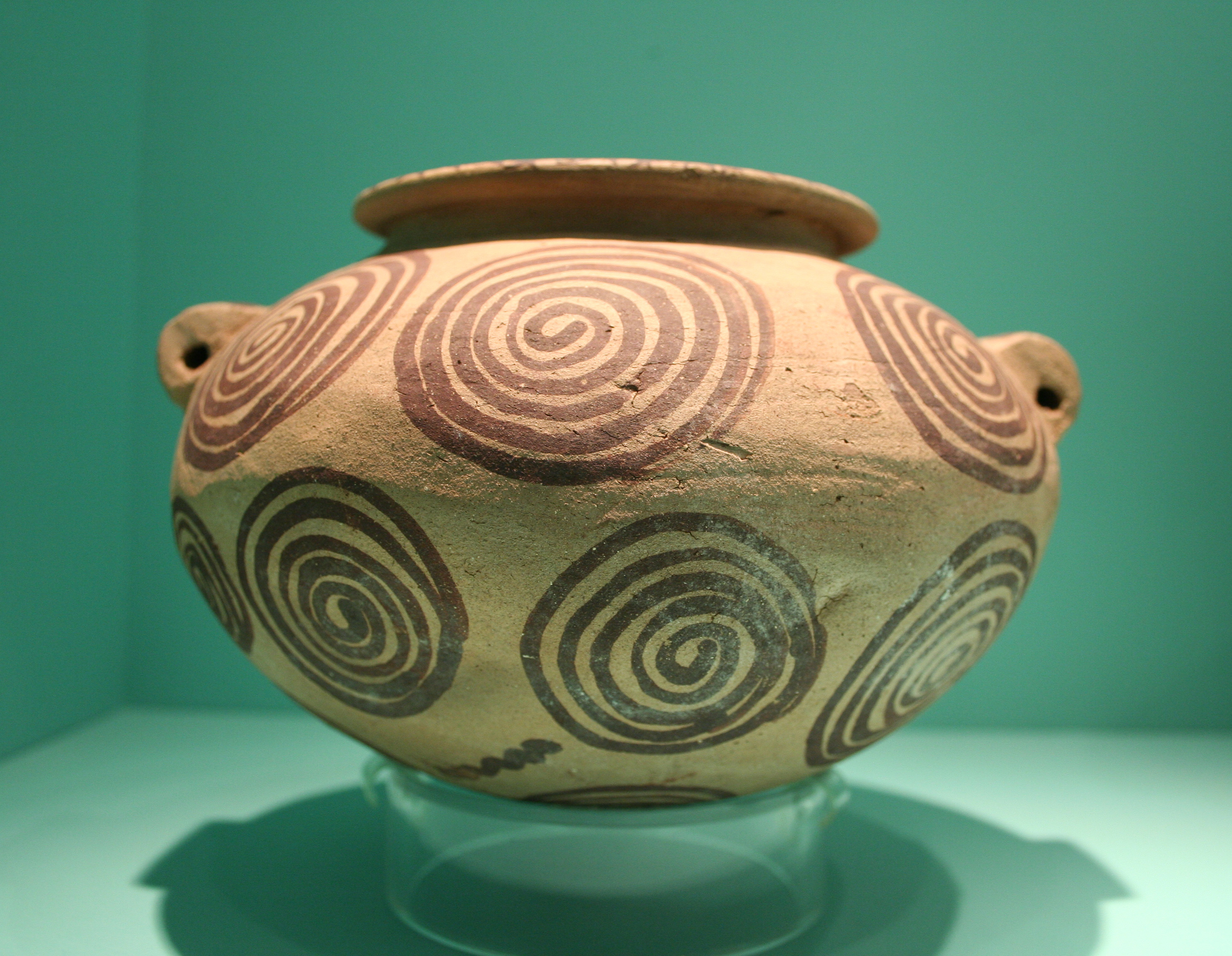
Vaso in argilla con motivi spiraliformi in ocra

La cultura gerziana o di Naqada II è il secondo periodo di tre fasi della cultura di Naqada, del predinastico, preceduto dalla fase amraziana o Naqada I e seguito dalla fase di Naqada III.
Il periodo si divide, secondo Werner Kaiser, nelle fasi: IIa, IIb, IIC e IID. 
Negli stadi IIa e IIb il numero della popolazione aumenta, vengono introdotte nuove tecniche, la struttura sociale si differenzia e compaiono oggetti lavorati di miglior qualità.
Nelle fasi IIC e IID la cultura si espande dall'Alto Egitto verso il Basso Egitto.
L'attuale città di Gerzeh in antichità era un cimitero predinastico egiziano situato lungo la riva occidentale del Nilo, situato a diversi chilometri ad est del lago del Fayyum.

## Descrizione
La caratteristica principale di distinzione fra il periodo amraziano e il periodo gerziano è la maggior quantità di decorazioni presenti sugli oggetti in ceramica del secondo periodo.
Alcuni simboli presenti sulla ceramica del periodo gerziano somigliano ad alcuni segni della tradizionale scrittura geroglifica e sono contemporanei della scrittura sumerico-precuneiforme.
Le sepolture ritrovate a Gerzeh hanno restituito numerosi manufatti, tra i quali tavolozze o palette in pietra utilizzate per la cosmesi, arpioni in osso, vasi realizzati in avorio, piccoli recipienti in pietra, coltelli in osso di basso spessore e con il bordo ondulato e seghettato, sfere in ferro e lapislazzulo probabilmente utilizzati come decori in collane o pendenti.

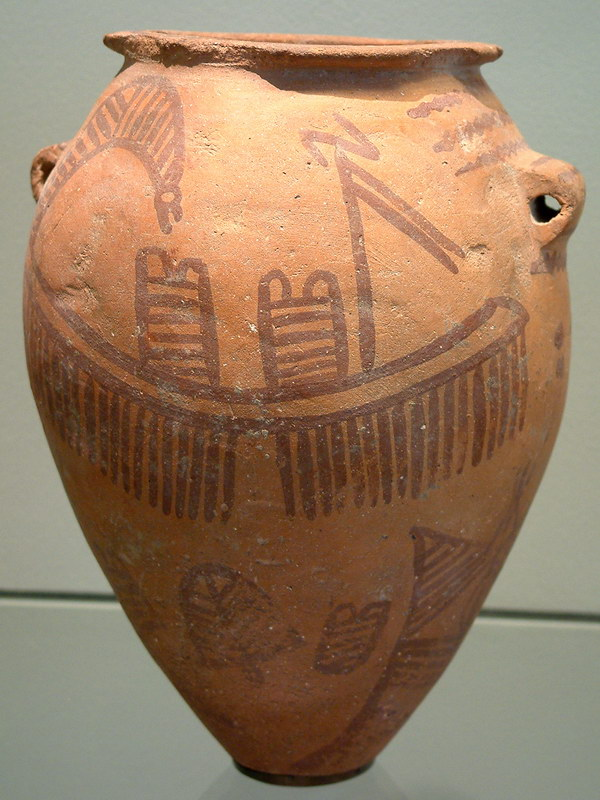
Vaso Naqada II in argilla rosata e decorazione in ocra con motivo di imbarcazione stilizzata

Le sfere o perline in ferro sono state rinvenute in due sepolture dall'egittologo Wainwright nel 1911 e risultano essere i più antichi manufatti in ferro conosciuti.
Un'unica sepoltura ha restituito il corpo di un uomo decapitato.
Il periodo gerziano o Naqada II si fa concludere generalmente con la formazione dei primi regni nell'Alto e nel Basso Egitto.